# Kungsgård

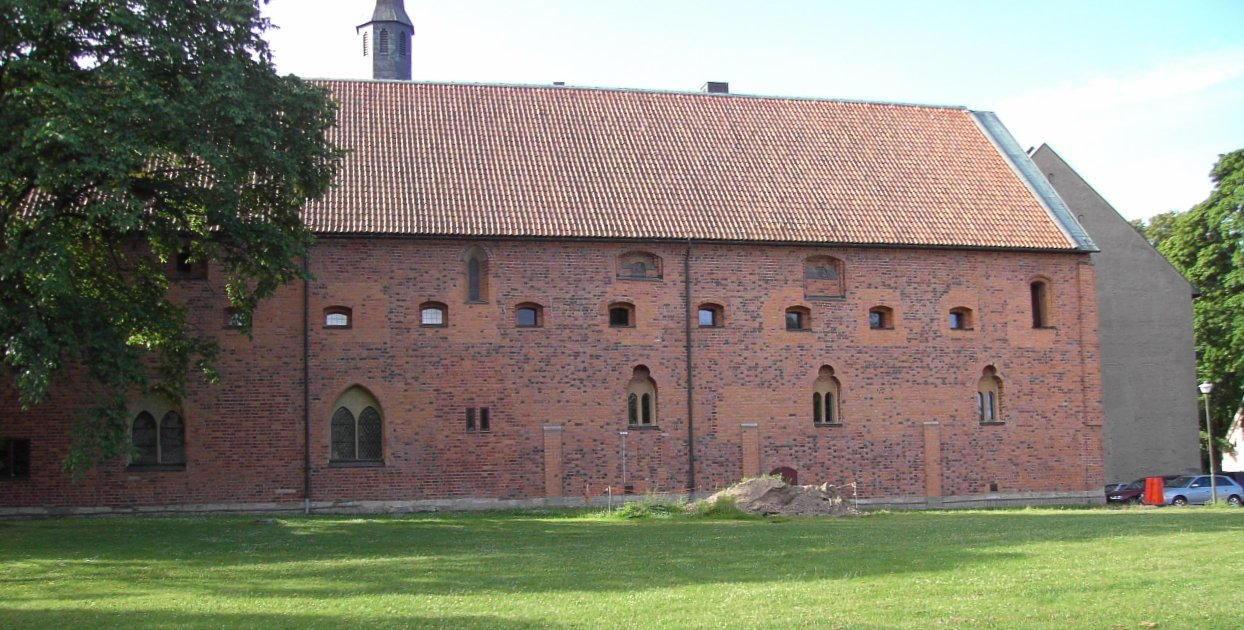
Bjälboättens palats i Vadstena, byggt omkring 1250 av Birger jarl, 1346 skänkt till bygget av Vadstena kloster.

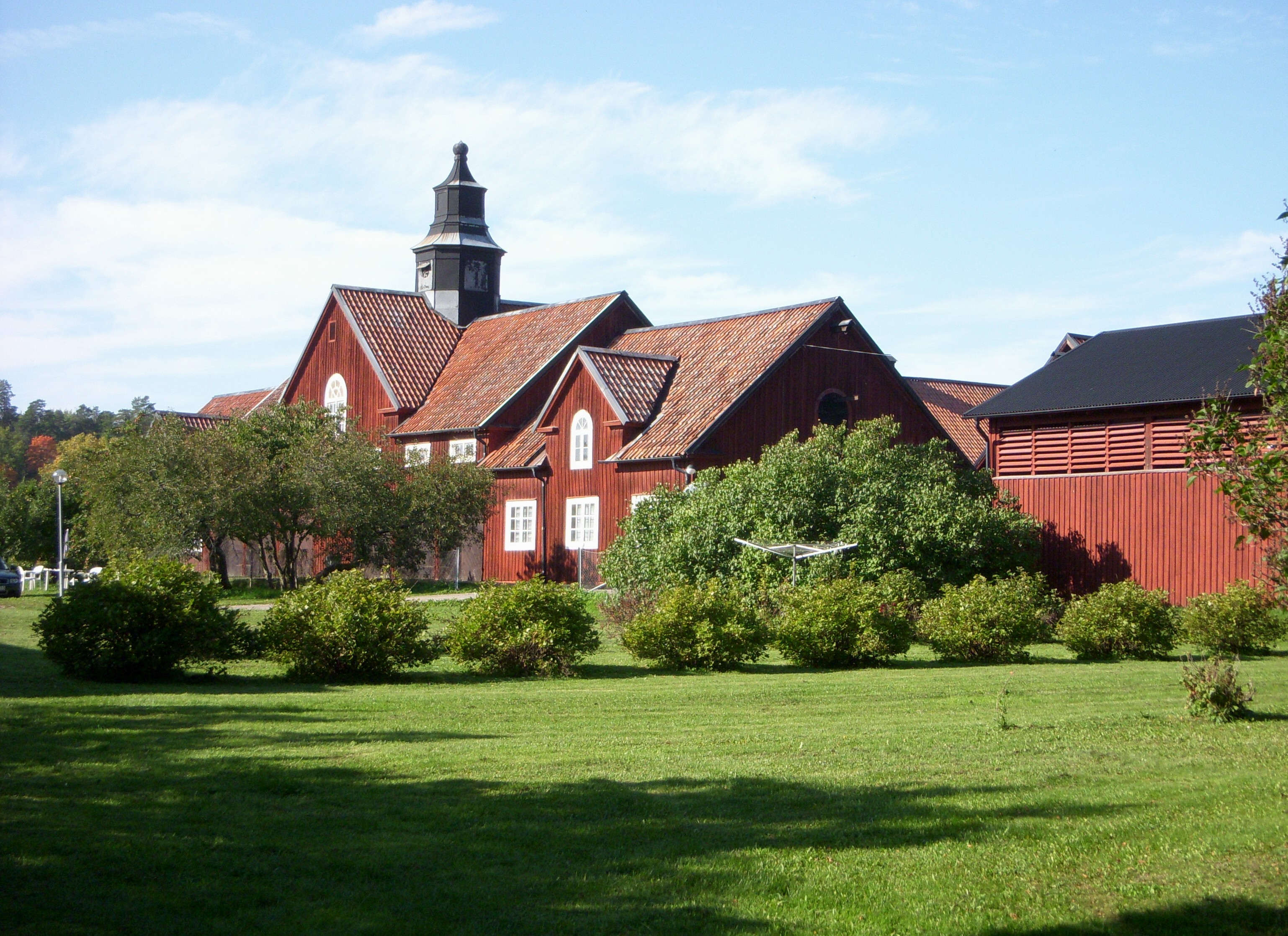
Dagens Drottningholms kungsgård.

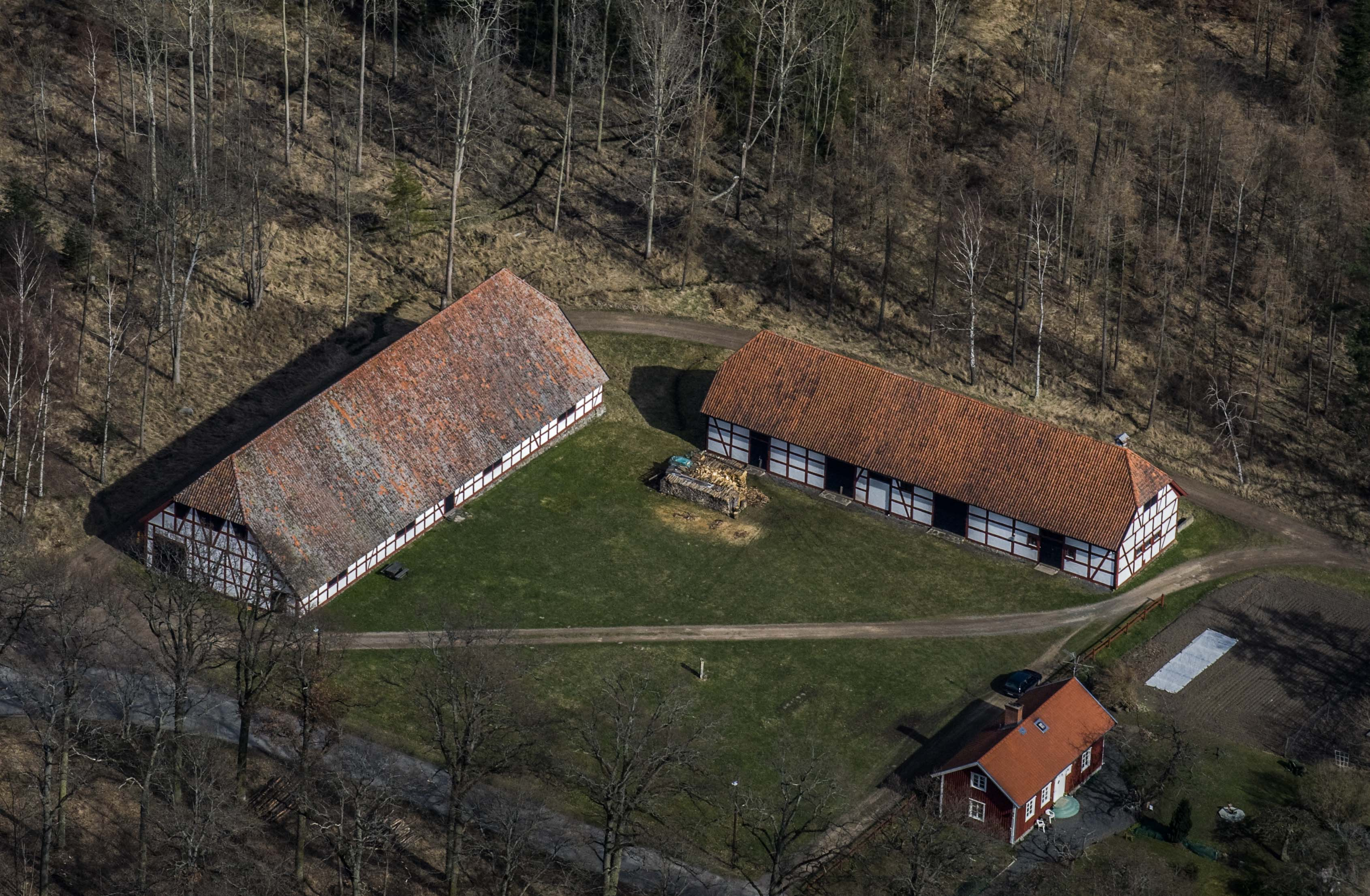
Kungsladugårdarna på Visingsborgs kungsgård

En kungsgård var en gård, som kungen hade till sitt förfogande för att på gårdens avkastning på plats kunna försörja sig och sin hird, sitt beridna följe. Skatt betalades ursprungligen enbart till krigsmakten. En kungsgård kan ibland omnämnas kungsladugård, som också kan syfta på de jordbruk som fanns i anslutning till kungliga slott. 
En tidig typ av kungsgård var husabyn. Många av dessa verkar tidigare ha varit privatägda stormansgårdar.
Motsvarigheten till kungsgårdar har funnits i många stater. I det tysk-romerska riket hade kejsaren tillgång till Pfalzer på olika platser i riket.

## Sverige
Kungsgårdarna var Kronans egendom, som under äldre medeltid kallades Uppsala öd.
Tidigmedeltida kungadömen var kringresande till sin natur och kungsgårdarna fanns i olika landskap i landet. Till kungsgårdarna kom kungen och hans hird och hov ridande för att inspektera egendom, utföra styrelseärenden och döma på räfst- och rättarting i landskapet, eller bara konsumera de magasinerade födoämnena.
Kungsgården var också platsen för konungens utsände, där politiska och praktiska beslut fattades. Kungen bevakade sina intressen med hjälp av fogdar, som residerade på kungsgårdar. Ofta fanns en marknadsplats i närheten. Ibland kunde också ett kloster byggas vid eller nära kungsgården. Något har emellertid kungsgårdarna skilt sig i olika landskap.
Under senare tid hade allmogen dagsverks- och byggnadsskyldighet på kungsgårdarna. Skyldigheten upphörde 1810.
I Västergötland fanns en indelning av landskapet i åtta bon – vart och ett med en kungsgård. Se Västergötlands bon.
I Hälsingelagen, som nedtecknades i början av 1300-talet, omnämns sex kungsgårdar i Norrland, belägna centralt i de viktigaste bygderna. Vid kungsgårdarna samlades skatteuppbörden in, varefter den transporterades ner till Stockholm. För kyrkans och kungens befattningshavare anlades Norrstigen som en riksväg längs Norrlandskusten, och kungsgårdarna placerades invid denna väg. En kungsgård var belägen i Norrstig i Säbrå i Ångermanland där Norrstigen nådde fram till kusten och blev tillgänglig för sjötransporter. Sjötransporterna var långt fram i modern tid mycket viktigare än de osäkra landtransporterna på dåliga och backiga vägar.
Idag förvaltar Statens fastighetsverk skogar med mera som hör till de kungsgårdar som fortfarande ägs av staten. Avkastningen går till statsbudgeten.

## Kungsgårdar i Sverige

Hälsingelagen nämner sex kungsgårdar och husabyar i stor-Hälsingland eller Mellannorrland, det vill säga dagens Hälsingland, Medelpad och Ångermanland. Gårdarna var placerade med regelbundna mellanrum på eller invid gamla centralorter längs den förhistoriska kustlandsvägen Norrstigen.

### Gästrikland
- Kungsgården, Hedesunda
- Kungsgården, Österfärnebo
- Kungsgården, Ovansjö
- Valls kungsladugård, Valbo socken

### Hälsingland och Medelpad
- Kungsgården, Norrala, i Norrala socken i dagens Södra Hälsingland
- Kungsgården, Hög i Högs socken
- Hög på Norrstigen, som traditionellt identifierats med den nutida byn Kungsgården i Jättendals socken i norra Hälsingland), har på senare tid associerats till Kvissle/Nolby i Njurunda socken, i Medelpad[2]

### Medelpad
- Näs, det vill säga nuvarande Kungsnäs i Selångers socken (Medelpad)
- Eventuellt avsåg Hög på Norrstigen Kvissle/Nolby[2]

### Ångermanland
- Kutby eller Kutuby, identifierad till Kungsgården, Kramfors kommun i Bjärtrå socken
- Norrstigs kungsgård i Säbrå socken

### Västerbotten
- Umeå kungsgård (anlagd på 1500-talet av Gustav Vasa som avelsgård)
- Luleå kungsgård (som Umeå kungsgård)

### Dalarna
- Säter var kungsgård och blev stad 1642
- Näs kungsgård i Hedemora
- Husby kungsgård i Hedemora
- Garpenbergs herrgård, tidigare Garpenbergs kungsgård

### Södermanland
- Gripsholms kungsladugård
- Hundhammar blev kungsgård på 1200-talet under Magnus Ladulås
- Väderbrunn
- Stora Kungsladugården
- Kungsbergs kungsgård

### Närke
- Karlslunds herrgård utanför Örebro

### Uppland
- Föresäng utanför Uppsala
- Gästre i Simtuna härad, Frösthults socken i Uppland [3]
- Hallkved i Funbo socken i Uppsala kommun
- Håtuna kungsgård utanför Sigtuna

### Stockholm
- Alsnöhus vid Hovgården på Adelsö, troligen anlagd före år 700
- Drottningholms kungsgård (hette före ca 1550 Torvesund.)
- Haga
- Husby gård
- Karlbergs slott
- Kaknäs
- Kungsberga
- Medelby
- Svartsjö
- Unnanrör
- Vädla
- Skällnora

### Västmanland
- Guldsmedshyttan
- Väsby kungsgård, Sala

### Gotland
- Roma kungsgård

### Småland
- Tuna Kungsgård, Misterhult
- Strömsrum
- Visingsö kungsgård

### Västergötland
- Alvhems kungsgård, Ale kommun
- Eriksberg, Herrljunga kommun
- Ettak. Tidaholms kommun
- Grimstorp, Sandhems socken, Mullsjö kommun[4]
- Götala kungsgård, länsresidens mellan 1612 (när danskar ödelade Skaraborgs slott) och 1660 när residenset flyttades till Mariestad
- Hjälmareds kungsgård, Alingsås kommun
- Höjentorps kungsgård, Skara kommun
- Kastellgårdens kungsgård, Kungälvs kommun
- Kungslena kungsgård, Tidaholms kommun
- Longs kungsgård, Vara kommun
- Läckö kungsgård, Lidköpings kommun
- Orreholmens kungsgård, Falköpings kommun
- Rackeby kungsgård, Lidköpings kommun
- Restads kungsladugård, Vänersborgs kommun
- Skalunda kungsgård, Lidköpings kommun
- Älvsborgs Kungsladugård, Göteborgs kommun

### Öland
- Borgholms kungsgård
- Ottenby

### Östergötland
- Alvastra kungsgård
- Bispmotala
- Bråborg
- Herrsäters kungsgård, Åtvidabergs kommun[5]
- Hovgården, Vadstena kommun
- Kungsgården i Borg
- Kungsbro
- Kungs Norrby
- Motala Hus
- Norrköpingshus
- Rönö kungsgård
- Skenäs kungsgård
- Starby kungsgård[6]
- Tuna kungsgård
- Vadstena kungsgård
- Vreta kungsgård

### Halland
- Åsklosters kungsgård
- Lindhovs kungsgård

### Skåne
- Alnarps kungsgård
- Borrby kungsgård
- Bäckaskogs kungsgård
- Dalby kungsgård
- Flyinge kungsgård
- Herrevadskloster
- Hjälmshults kungsgård, Helsingborgs kommun
- Ivö kungsgård
- Kungsgården Uranienborg
- Lillö kungsgård
- Lövestads kungsgård
- Norra Sandby kungsgård
- Rebbelsberga kungsgård
- Remmarlövs kungsgård
- Svabesholm kungsgård
- Tomarps kungsgård

## Kungsgårdar i Finland
Svenska kronan hade kungsgårdar också i den östra rikshalvan (fram till 1809). Gustav Vasas program för avelsgårdar, som inleddes 1556, anses ha inspirerats av problem med att få fram tillräckliga förnödenheter till trupperna i det utdragna kriget mot Ryssland. Under ryska tiden fortsatte kungsgårdarna sin verksamhet under länsguvernörerna, men arrendetiden ökades ända upp till 25 år.

### Birkaland
- Liuksiala kungsgård

### Egentliga Finland
- Helgå
- Nynäs kungsgård
- Näse gård
- Runagård
- Stenberga

### Kymmenegårdslän
- Kymmenegård
- Saviniemi kungsgård

### Nyland
- Borgå kungsgård
- Esbo kungsgård
- Ekenäs kungsgård
- Helsingfors kungsgård
- Laxpojo kungsgård och avelsgård

### Satakunta
- Ulfsby kungsgård
- Kjuloholm kungsgård
- Koivisto gård
- Kumo gård

### Savolax
- Partala kungsgård
- Rantasalmi kungsgård
- Tavinsalmi kungsgård

### Åland
- Grelsby kungsgård
- Haga kungsgård
- Germundö kungsgård

### Österbotten
- Korsholms kungsgård och avelsgård
- Pinnonäs avelsgård